# L'arzigogolo
L'arzigogolo è un film del 1924 diretto da Mario Almirante con protagonista Italia Almirante Manzini.

## Trama

Foto di scena

Monna Violante, figlia del Principe di Carpi, è costretta dal padre a trovarsi un marito tra i suoi pretendenti o lui la chiuderà in convento. Violante sceglie Floridoro, un grasso e ricco mercante, sicuro di sé e convinto di essere protetto dalla buona sorte. Anche dopo le nozze, però, Violante non abbandona l'obbiettivo di trovare l'uomo dei suoi sogni. In una visita ai castelli del Principato, incontra il conte Giano, uno dei suoi ex corteggiatori. Crudelmente, ella finge di essere disposta a cedergli. Così Giano ordina a Spallatonda, il suo buffone di corte e servo, di portargli la donna, pena la decapitazione. Spallatonda tenta, ma con tale veemenza che Violante ne rimane sensualmente turbata, fino a lasciarsi sedurre dal buffone che, dopo, non vuole più portarla dal suo padrone. A Giano non rimane quindi di mettere in atto la sua terribile minaccia. Violante però si offre per la vita del buffone; Gianno accetta. Spallatonda sarà decapitato per finta. Il buffone finge di perdere i sensi e si nasconde nella stanza di Violente e quando arriva Giano l'uccide, per poi fuggire con la donna.

## Produzione
Tratto dall'opera omonima di Sem Benelli, definita «un poema buffonesco», la pellicola ottenne il visto censura n. 18989 il 31 gennaio 1924 e si rivelò uno dei maggiori successi della stagione cinematografica.

## Critica
Alberto Bruno in Il Roma della domenica del 23 marzo 1924: « L'Arzigogolo, uno degli ultimi lavori di Sem Benelli - che ha al suo attivo un lusinghiero successo teatrale - non ha deluso le buone speranze che si nutrivano per l'adattamento cinematografico, poi ch'esso è risultato sullo schermo un'opera originale ed interessante. Il poeta può, dunque, essere contento. Egli non soltanto ha aderito a cedere il soggetto, ma ha partecipato e ha favorito la riduzione e trasformazione necessaria: questa sua condiscendenza verso il cinematografo - ch'è combattuto dalla maggior parte degli scrittori di grido - viene ad avere piena ricompensa oggi che il film è presentato al pubblico, perché L'Arzigogolo - finora noto ai soli frequentatori di teatri - si infiltrerà adesso fin nei villaggi e sobborghi, valicherà le frontiere e avrà, così, il battesimo della gran folla che si riversa quotidianamente nei locali cinematografici ».
Luciana Grimaldi in La rivista cinematografica del 30 novembre 1923 : «[...] Mai vedemmo Italia Almirante così perfettamente a posto; figura squisita di donna intelligente, la sua bellezza plastica - che le sfarzose vesti conservano morbida - rende più viva di fascino e suggestiva la complessa, enigmatica figura di Violante. Nella multiformità dei sentimenti che l'agitano, ella ha saputo dare alla finzione del suo dramma interiore un senso così profondo del suo svegliarsi all'amore, il sogno del poeta. E se Italia Almirante in quest'opera è grande, Annibale Betrone non le è inferiore nei suoi scatti d'ogni angoscia, di tutto riso spasmodico, di tutta beffa sanguinosa [...]. Nella direzione artistica e tecnica, Mario Almirante si è posto alla testa dei metteurs-en-scène italiani pari per abilità di inscenatore a Griffith, per coloritura drammatica a Lubitsch, per finezza e grazia ad Abel Gance. Artista sensibile e raffinato, ha saputo impadronirsi del carattere dei singoli personaggi del dramma e svilupparsi in limpidezza di espressioni significative, con un crescendo wagneriano, sì che ogni ombra come ogni palpito messi in luce, hanno potuto, nell'essenza spirituale, conservare l'impronta dell'epoca fastosa e torbida. Nel piccolo castello medioevale del Valentino, abbiamo avuto la sensazione di essere stati trasportati indietro nei secoli: tutta la nostra modernità di idee e di abitudini si è sfaldata, come per un incantesimo, e con gli interpreti abbiamo vissuto la vita di quel tempo, nell'amalgama più completa. Così potente è la comunicativa che emana dall'azione [...]».